# Maurice (filme)
Maurice (lançado no Brasil e em Portugal sob o título original) é um filme britânico de 1987, do gênero drama, dirigido por James Ivory, com roteiro baseado no romance homônimo de E. M. Forster.

## Sinopse
Durante uma viagem à praia, Maurice Hall, um estudante de 11 anos, recebe instruções sobre o "mistério sagrado" do sexo de seu professor, que quer explicar ao menino órfão de pai as mudanças que ele experimentaria na puberdade.
Anos mais tarde, em 1909, Maurice está frequentando a Universidade de Cambridge, onde faz amizade com dois colegas estudantes: o aristocrático Visconde Risley e o rico e bonito Clive Durham. Clive se apaixona por Maurice e o surpreende ao confessar seus sentimentos. A princípio, Maurice reage com horror, mas logo percebe que sente o mesmo. Os dois amigos começam um caso de amor, mas, por insistência de Clive, seu relacionamento continua não sexual. Ir além, na opinião de Clive, diminuiria os dois. Clive, um membro da classe alta, tem um futuro promissor pela frente e não quer arriscar perder sua posição social. Seu relacionamento próximo continua depois que Maurice é expulso de Cambridge e começa uma nova carreira como corretor da bolsa em Londres.
Os dois amigos mantêm seus sentimentos em segredo, mas ficam assustados quando Risley é preso e sentenciado a seis meses de trabalhos forçados após solicitar sexo de um soldado. Clive, com medo de ser exposto como homossexual, termina com Maurice. Após seu retorno de uma viagem à Grécia, Clive, sob pressão de sua mãe viúva, se casa com uma garota rica e ingênua chamada Anne e se estabelece em uma vida de domesticidade em sua propriedade de Pendersleigh.
Maurice busca a ajuda de seu médico de família, Dr. Barry, que descarta as dúvidas de Maurice como "lixo". Maurice então recorre ao Dr. Lasker-Jones , que tenta "curar" seus desejos homossexuais com hipnose. Durante suas visitas a Pendersleigh, Maurice atrai a atenção de Alec Scudder, o sub-guarda-caça que deve emigrar para a Argentina. Maurice não apenas deixa de notar o interesse de Alec nele, mas inicialmente o trata com desprezo. Isso não desencoraja Alec, que espiona Maurice à noite. Simcox, o mordomo de Pendersleigh, suspeitando da verdadeira natureza do relacionamento passado de Maurice e Clive, deu a entender a Alec sobre a natureza de Maurice. Uma noite, Alec sobe uma escada e entra no quarto de Maurice por uma janela aberta. Ele beija Maurice, que é completamente pego de surpresa, mas não resiste aos seus avanços sexuais.
Após sua primeira noite juntos, Maurice recebe uma carta de Alec propondo que eles se encontrem no ancoradouro de Pendersleigh. Maurice acredita erroneamente que Alec o está chantageando. Maurice retorna ao Dr. Lasker-Jones, que avisa Maurice que a Inglaterra é um país que "sempre foi avesso a aceitar a natureza humana" e o aconselha a emigrar para um país onde a homossexualidade não seja mais criminalizada, como França ou Itália. Quando Maurice não aparece no ancoradouro, Alec viaja para Londres e o visita em seus escritórios, causando alguma surpresa entre os colegas de Maurice.
Maurice e Alec vão ao Museu Britânico para conversar, e o mal-entendido da chantagem é resolvido. Maurice começa a chamar Alec pelo primeiro nome. Eles passam a noite juntos em um quarto de hotel, e quando Alec sai na manhã seguinte, ele explica que sua partida para a Argentina é iminente e que eles não se verão novamente. Maurice vai ao porto para dar a Alec um presente de despedida, apenas para descobrir que Alec perdeu a viagem. Maurice vai a Pendersleigh e confessa a Clive seu amor por Alec. Clive, que esperava que Maurice se casasse, fica perplexo com o relato de Maurice. Os dois se separam e Maurice vai até a casa de barcos procurando por Alec, que está lá esperando por ele. Alec deixou sua família e abandonou seus planos de emigrar para ficar com Maurice, dizendo a ele: "Agora nunca mais nos separaremos". Enquanto isso, Clive está se preparando para dormir e relembra brevemente seu tempo com Maurice.

## Elenco
| - James Wilby - Maurice Hall - Hugh Grant - Clive Durham - Rupert Graves - Alec Scudder - Denholm Elliott - Doctor Barry - Simon Callow - Mr. Ducie - Billie Whitelaw - Mrs. Hall - Barry Foster - Dean Cornwallis - Judy Parfitt - Mrs. Durham | - Phoebe Nicholls - Ane Durham - Ben Kingsley - Lasker-Jones - Patrick Godfrey - Simcox - Mark Tandy - Risley - Kitty Aldridge - Kitty Hall - Helena Michell - Ada Hall - Catherine Rabett - Pippa Durham - Peter Eyre - Rev. Borenius |

## Recepção
No site agregador de críticas Rotten Tomatoes, 90% das 10 resenhas dos críticos são positivas.

## Produção
Após o sucesso de A Room with a View, indicado para 8 Oscars, James Ivory manteve-se fiel à tradição que iniciara com The Europeans em 1979, e que consistia em transpor para as telas clássicos da literatura inglesa, especialmente do final do século XIX e início do século XX. Em seu 14° longa de ficção, o diretor deciciu-se pela adaptação de outro romance de E. M. Forster, Maurice. 
Apesar de ter recebido resenhas relativamente elogiosas da crítica especilizada, o filme não teve uma carreira tão positiva quanto o anterior do ponto de vista comercial. Muitos sugerem que, ao menos em parte, isto se deveu à natureza polêmica do tema - os conflitos de identidade sexual de um jovem inglês no final do século XIX - razão que, aliás, já levara o próprio escritor a determinar que o romance só pudesse ser publicado postumamente. De todo modo, Ivory só voltaria a obter sucesso junto ao grande público 5 anos mais tarde, com Howard's End - curiosamente, também baseado em outra obra de Forster.
Como é habitual em suas adaptações para romances de época, Ivory serviu-se de atores com sólida formação interpretativa para a realização de Maurice. De acordo com a crítica especializada, um de seus principais méritos reside na excepcional qualidade do elenco, onde destacam-se Rupert Graves como Alec Scudder e especialmente James Wilby, cujo trabalho no papel título é usualmente arrolado entre os grandes desempenhos cinematográficos de personagens literárias. 
Maurice também impulsionou a carreira de Hugh Grant, que após interpretar a personagem de Clive Durnham passou a atuar com mais intensidade no mercado cinematográfico europeu, trabalhando com diretores tais como Nicolas Klotz, Gonzalo Suárez e Roman Polanski. O filme conta ainda com diversos coadjuvantes de luxo, tais como Ben Kinsgley, Dernholm Elliot e Simon Callow, muitos escalados por Ivory também em outras ocasiões. Helena Bonham Carter, uma das principais atrizes de A Room with a View, faz uma curta aparição na seqüência do cricket (ver Seqüências notáveis, abaixo).
Produzido pelo indiano Ismael Merchant, que acompanha James Ivory desde o princípio de sua carreira, Maurice é entretanto um dos poucos filmes em que o diretor não utilizou os serviços de Ruth Prawer Jhabvala como roteirista, atuando ele próprio nesta função, em parceria com Kit Hesketh-Harvey. Entre os demais profissionais, encontram-se muitos de seus colaboradores habituais, tais como o diretor de fotografia Pierre L'Homme e a editora Katherine Wenning, que ajudaram a consolidar a reputação de excelência técnica que é usualmente creditada a seus trabalhos.
A maior parte do filme foi rodada nas cidades de Londres e Cambridge, embora também tenham sido utilizadas locações em outras cidades da Inglaterra, tais como Wiltshire, e na Sicília. Entre os locais de renome que foram empregados por Ivory encontram-se o British Museum e a King's College. A trilha sonora foi composta por Richard Robbins. Com relação ao material não original, destacam-se especialmente o segundo movimento da Sinfonia patética de Tchaikovski, que pontua o primeiro encontro entre Maurice e Clive, e o Miserere de Gregorio Allegri.

## Seqüências notáveis
- Reconhecimento: deprimido com a aproximação das férias, Clive queixa-se a Maurice, que afaga o cabelo do amigo.Inicialmente posicionada sobre o rosto de Clive, a câmera vai se aproximando lentamente de Maurice, sem qualquer trilha sonora e praticamente sem cortes. O uso deste longo plano silencioso - incomum no trabalho de Ivory, que costuma ser admirado por grandes seqüências de época, especialmente aquelas que exploram as particularidades dos hábitos sociais ingleses em eventos tais como bailes, reuniões e festas - é usualmente interpretado como uma metáfora para o reconhecimento que fazem cada um dos dois amigos, conscientes pela primeira vez da real natureza de seus próprios sentimentos.

- Cricket: após passar pela primeira vez a noite com Alec, Maurice disputa uma partida de cricket organizada com o propósito de entreter a família de Clive e seus convidados. Com perfeita reconsituição de época, esta longa seqüência mostra toda a maquinaria técnica de Merchant e Ivory posta a serviço do romance de Forster. Praticamente sem diálogos, as cenas ocupam-se menos com a disputa do que com o público, revelando o pano de fundo de tensão social que é um dos traços distintivos da obra do escritor inglês. À medida que o jogo prossegue, Maurice vê sua euforia pelo romance transformar-se em temor de ser ridicularizado e chantageado pelo novo amante.

## Premiações
Maurice foi um dos grandes destaques do Festival de Veneza em 1987. James Ivory recebeu o Leão de Prata de melhor diretor (assim como Ermanno Olmi, por Lunga vita alla signora), e James Wilby e Hugh Grant dividiram o prêmio de melhor ator. 
Na edição do Óscar de 1988, o filme foi apenas indicado para o prêmio de melhor figurino (Jenny Beavan e John Bright), vencido por James Acheson (O Último Imperador).